# Fabienne Schlumpf
Fabienne Schlumpf (Wetzikon, 17 novembre 1990) è una siepista e mezzofondista svizzera.

## Record nazionali
- 2000 siepi: 6'20"67 ( Uster, 27 maggio 2016)
- 3000 siepi: 9'21"65 ( Oslo, 15 giugno 2017)
- 10 km: 32'01" ( Berlino, 14 ottobre 2018)

## Palmarès
| Anno | Manifestazione             | Sede           | Evento         | Risultato | Prestazione | Note                                     |
| ---- | -------------------------- | -------------- | -------------- | --------- | ----------- | ---------------------------------------- |
| 2014 | Europei                    | Zurigo         | 3000 m siepi   | 13ª       | 9'55"22     |                                          |
| 2016 | Europei                    | Amsterdam      | 3000 m siepi   | 5ª        | 9'40"01     | Miglior prestazione personale stagionale |
| 2016 | Giochi olimpici            | Rio de Janeiro | 3000 m siepi   | 18ª       | 9'59"30     |                                          |
| 2016 | Europei di corsa campestre | Chia           | Individuale    | 8ª        | 25'46"      |                                          |
| 2017 | Europei a squadre          | Vaasa          | 5000 m piani   | Oro       | 15'47"29    | [ 1 ]                                    |
| 2017 | Europei a squadre          | Vaasa          | 3000 m siepi   | Oro       | 9'38"08     | [ 1 ]                                    |
| 2017 | Mondiali                   | Londra         | 3000 m siepi   | Batteria  | 9'36"08     |                                          |
| 2017 | Europei di corsa campestre | Šamorín        | Individuale    | 7ª        | 27'24"      |                                          |
| 2018 | Europei                    | Berlino        | 3000 m siepi   | Argento   | 9'22"29     | Miglior prestazione personale stagionale |
| 2018 | Europei di corsa campestre | Tilburg        | Individuale    | Argento   | 26'06"      |                                          |
| 2018 | Mondiali di mezza maratona | Valencia       | Individuale    | 16ª       | 1h10'36"    |                                          |
| 2021 | Giochi olimpici            | Tokyo          | Maratona       | 12ª       | 2h31'36"    |                                          |
| 2022 | Europei                    | Monaco         | Maratona       | 9ª        | 2h30'17"    | Miglior prestazione personale stagionale |
| 2024 | Europei                    | Roma           | Mezza maratona | 7ª        | 1h10'01"    | Miglior prestazione personale stagionale |
| 2024 | Giochi olimpici            | Parigi         | Maratona       | 16ª       | 2h28'10"    |                                          |